# 와디 엘 나트룬
와디 엘 나트룬("나트론 계곡"의 아랍어)는 이집트 베헤이라 주에 있는 계곡으로, 같은 이름의 한 마을을 포함한다. 이 지역의 이름은 콥트어로 "심장의 측정"이고, 그리스어로 "금욕주의"를 뜻하는 스케티스(Σκετις) 또는 스케테스(Σκετες)라고도 하며, 천연 탄산염을 생산하는 이 지역에 있는 여덟 곳의 다른 호수들의 실재와 관련있는데, 기독교 문학에서는 니트리아 사막(the Nitrian Desert)으로 언급된다. 고대에, 여기의 나트론은 장례식에 사용하기 위해서 채굴되었다. 성가정이 이집트로의 피신 기간에 와디 엘 나트룬을 방문했다고도 믿어진다.

## 역사
알칼리 호수들은 고대 이집트인들에게 미라에 사용되는 탄산수소나트륨을 제공했다.
와디 엘 나트룬 지역은 기독교에서 가장 성스러운 지역 가운데 하나로 남아 있다.
4세기에, 이집트의 성 마카리우스가 이 사막에서 은거했고, 7세기, 이 지역은 세계 도처에서 니트리아 사막의 수백 곳의 수도원에 입소하려는 수천 수백 명의 사람들을 끌어당겼다. 황량한 이 지역은 사막 교부들과 케노비테 수도원 공동체들의 성소가 되었다. 많은 은자들, 은수자들과 수사들이 이 사막과 이 지역 주변의 언덕에서 살았다. 그들은 이 사막의 궁핍을 스토아주의 자기수양(금욕주의)을 배우는 의미로 여겼기 때문에, 니트리아 사막의 고독은 그러한 사람들을 끌어당겼다. 따라서, 그 개인들은 사막 생활이 그들에게 속세의 것들을 멀리하도록 가르치고, 더 신중하고 개인적인 방법으로 하느님의 부르심에 응할 수 있게 허락한다고 믿었다.

## 이 지역의 성인들
이 지역의 가장 유명한 성인들로는 난쟁이 요한, 아르세니우스, 대 포이멘, 도마티오스, 막시모스, 아문, 알렉산드리아의 마카리우스, 이집트의 마카리우스와 증거자 사무엘, 피스호이와 흑인 모세와 같은 사막의 교부들이 있다.

## 수도원들
641년 경의 무슬립의 이집트 정복으로 이 지역의 중요성이 줄어들었다. 그 때에 많은 수도원들이 파괴되었고 약탈당했다. 오늘날, 네 곳의 자급자족할 수 있는 요새화된 수도원들만이 남아있는데, 모두 다 4세기부터 있어 왔다.
- 성 대 마카리우스 수도원
- 파로메오스 수도원
- 성 피스호이 수도원
- 시리아 수도원

## 생텍쥐페리
와디 나트룬의 주변은 1935년 12월 30일에 프랑스인 비행가 앙투안 드 생텍쥐페리의 비행기가 추락한 곳으로 예상되는 장소와 동일시 된다. 그런 경험은 생텍쥐페리의 저서 "바람, 모래 그리고 별들"과 그의 영감에 기인한 또 다른 저서 "어린 왕자"에 일부 저술되어 있다.

## 사진 갤러리

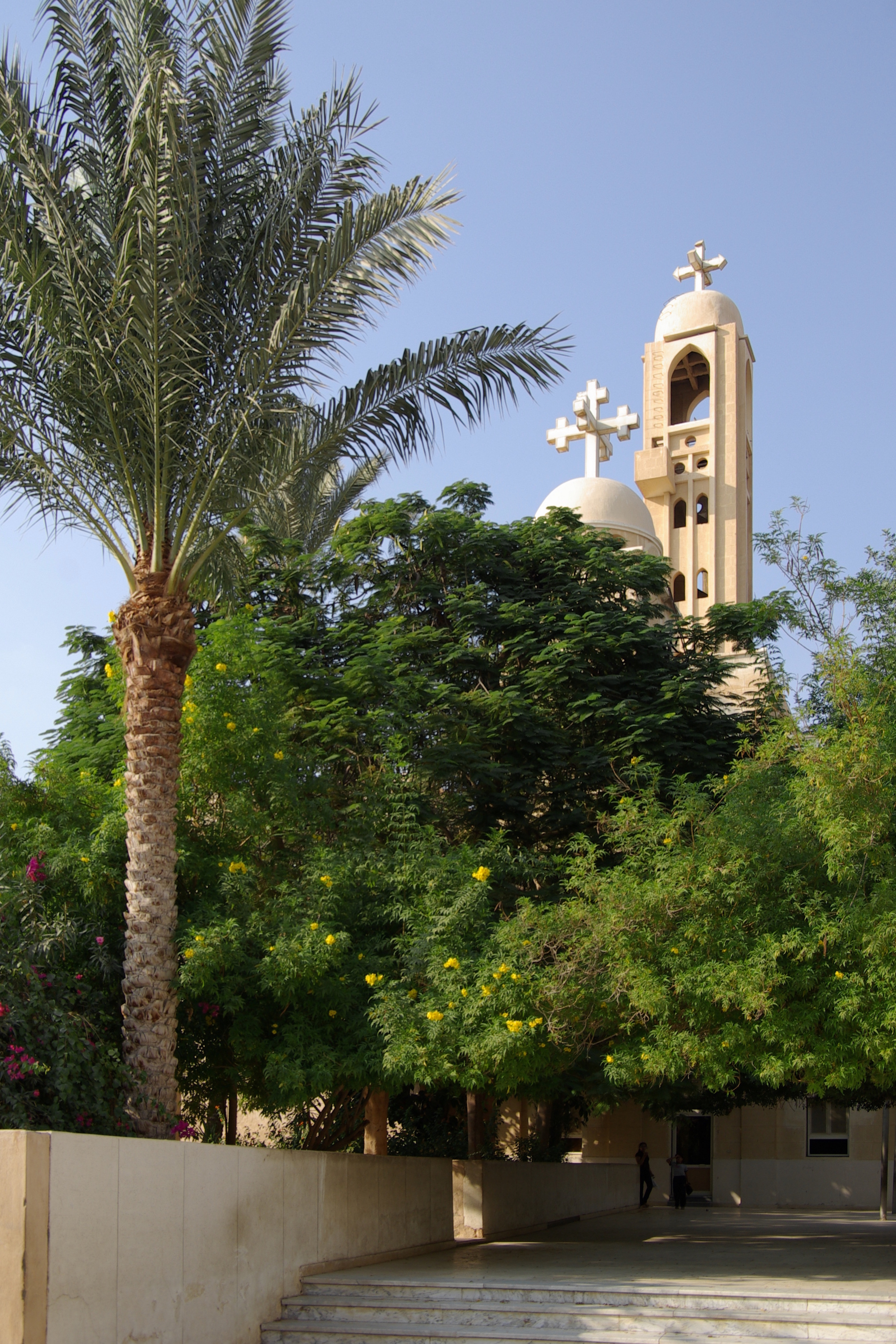
이집트 스케테스 성 피스호이 수도원
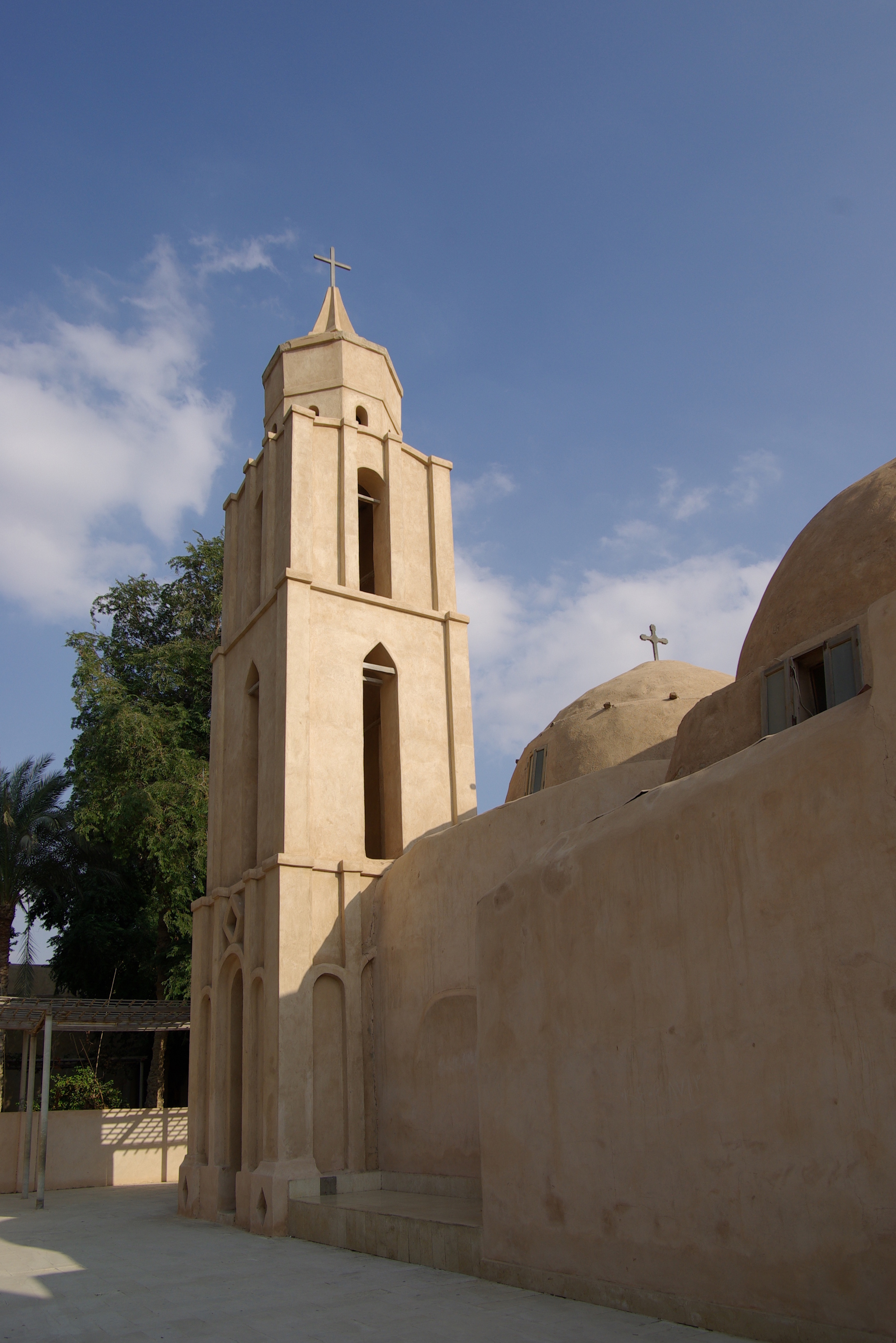
이집트 스케테스 성 피스호이 수도원
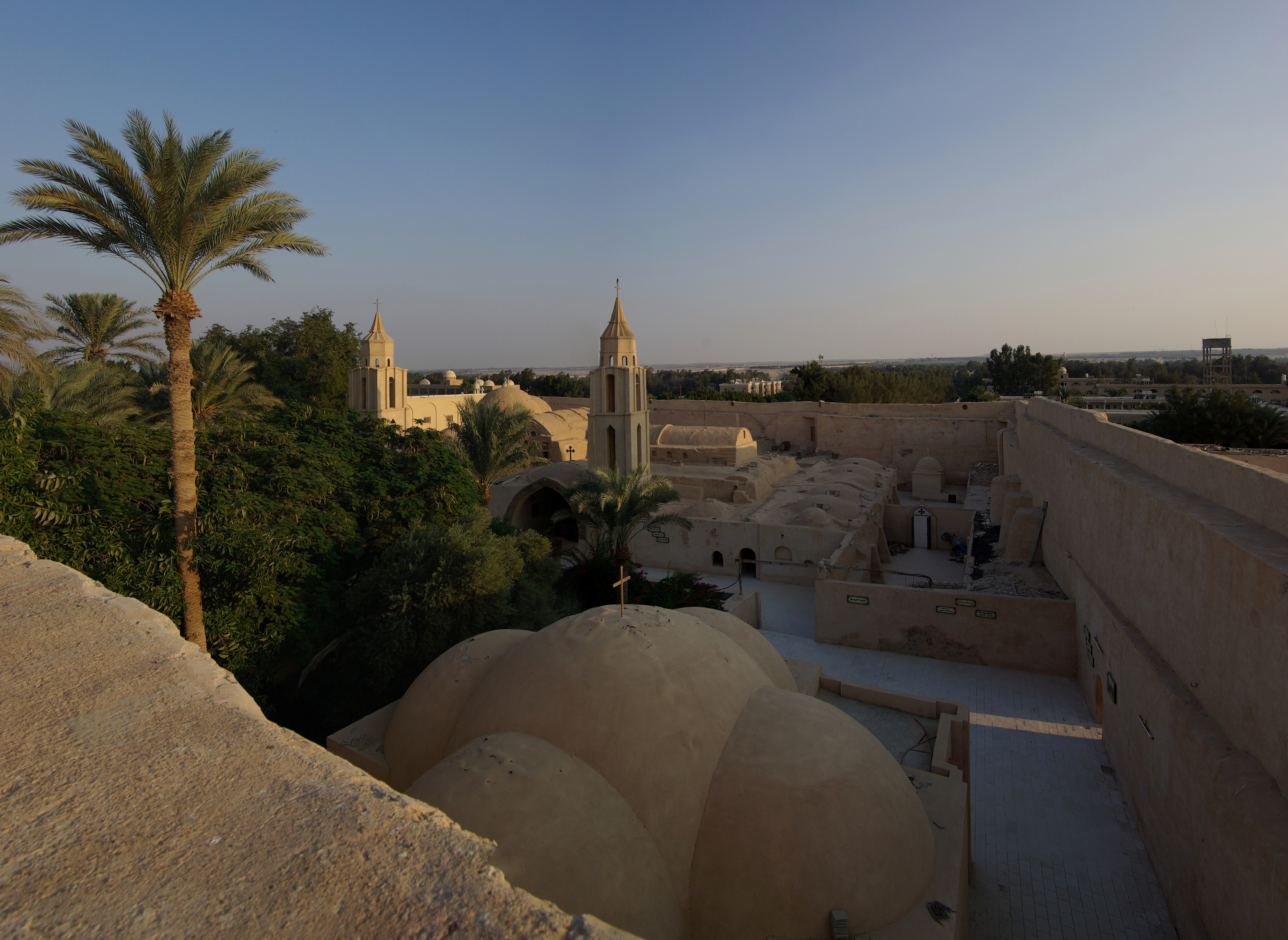
이집트 스케테스 성 피스호이 수도원
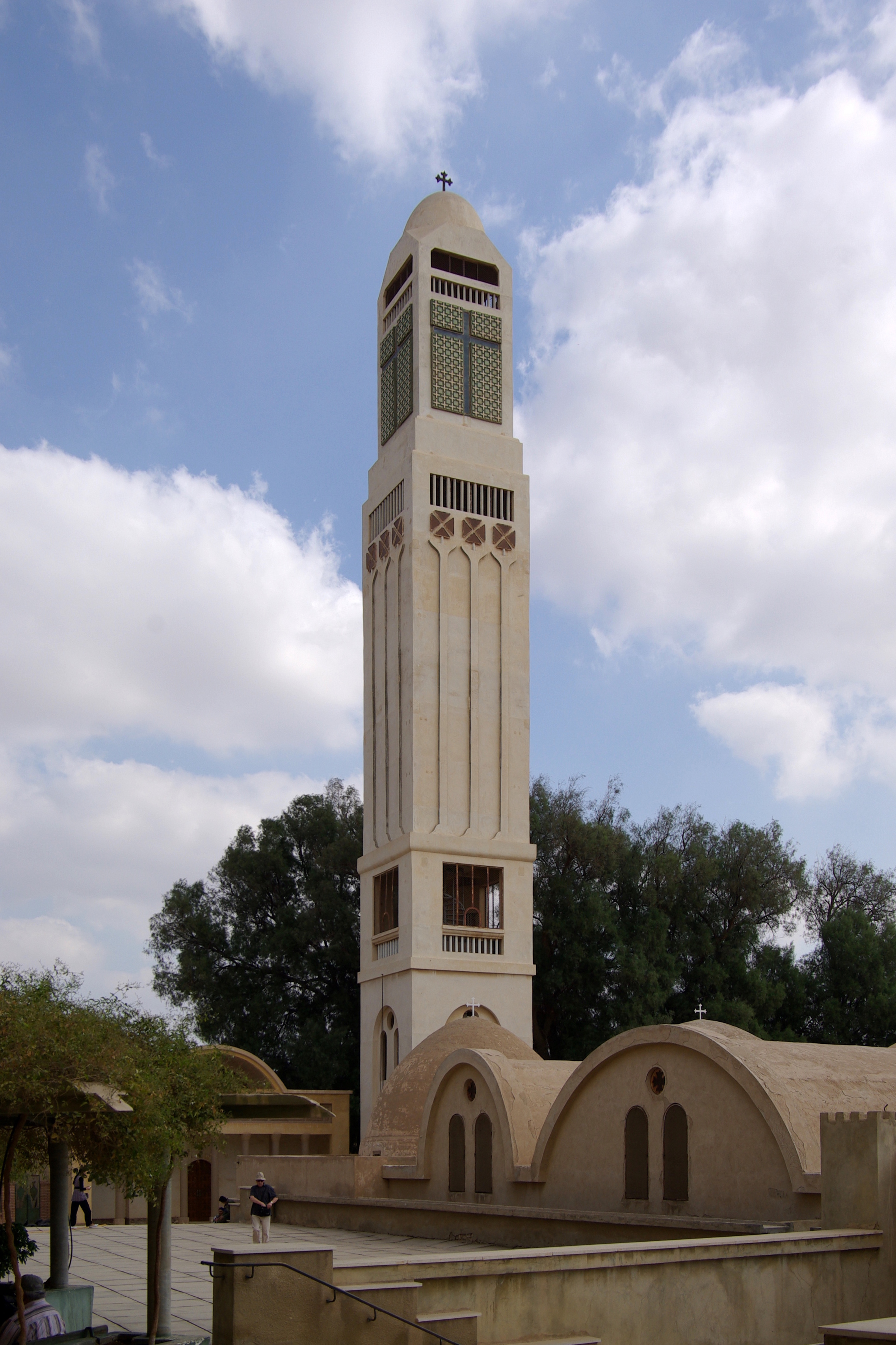
이집트 스케테스 성 대 마카리우스 수도원
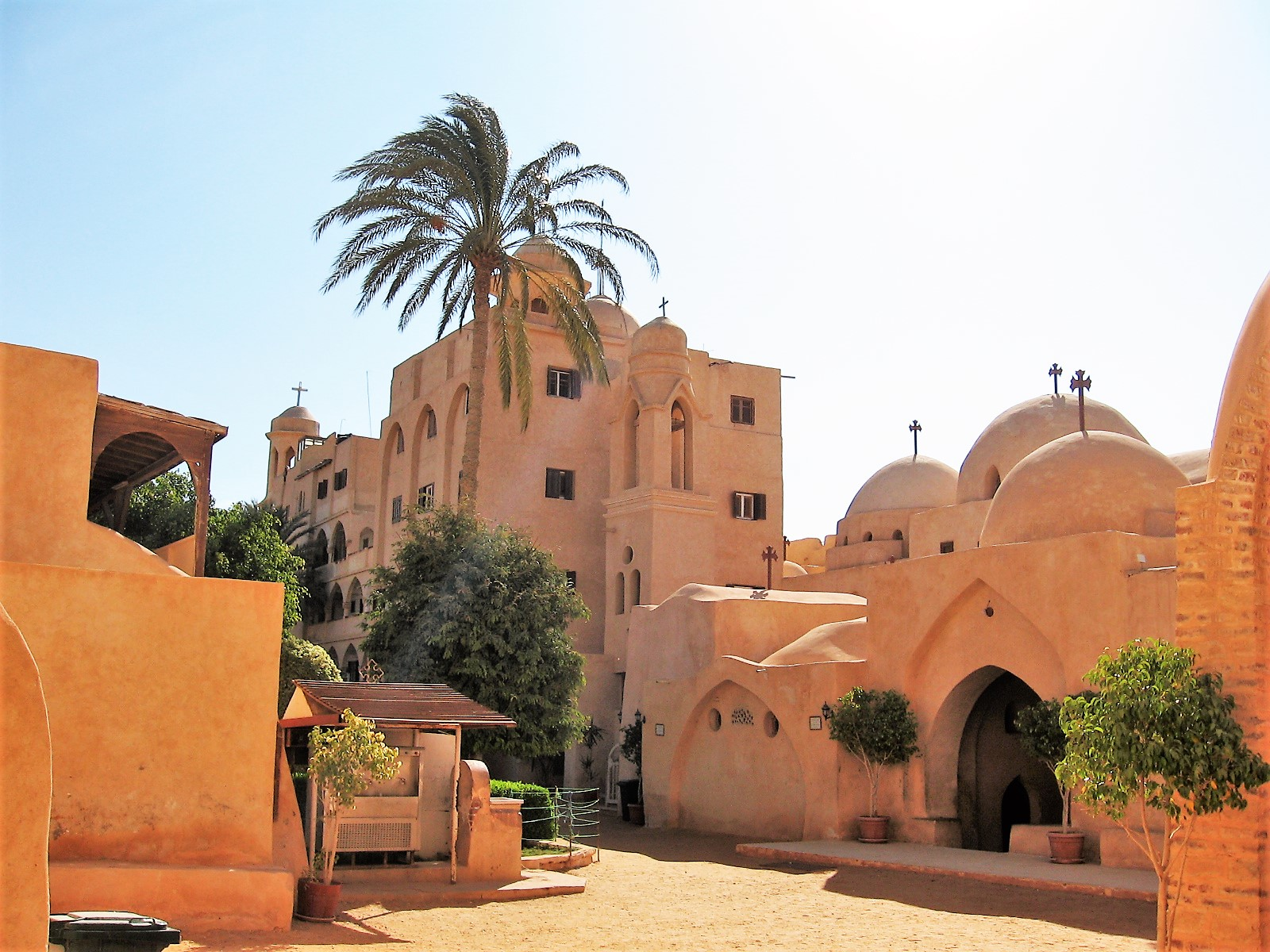
이집트 스케테스 시리아 수도원
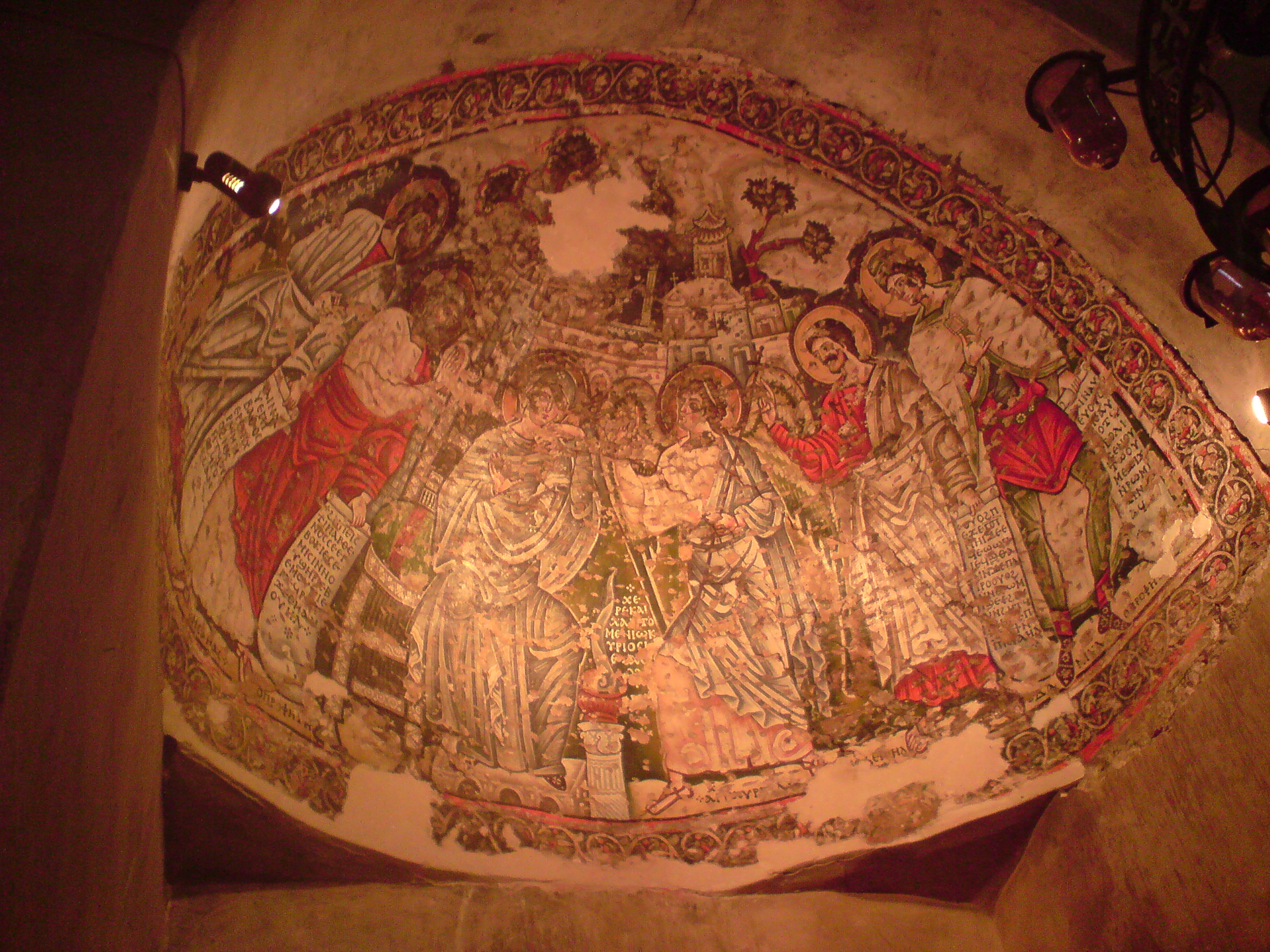
이집트 스케테스 시리아 수도원에 있는 프레스코화
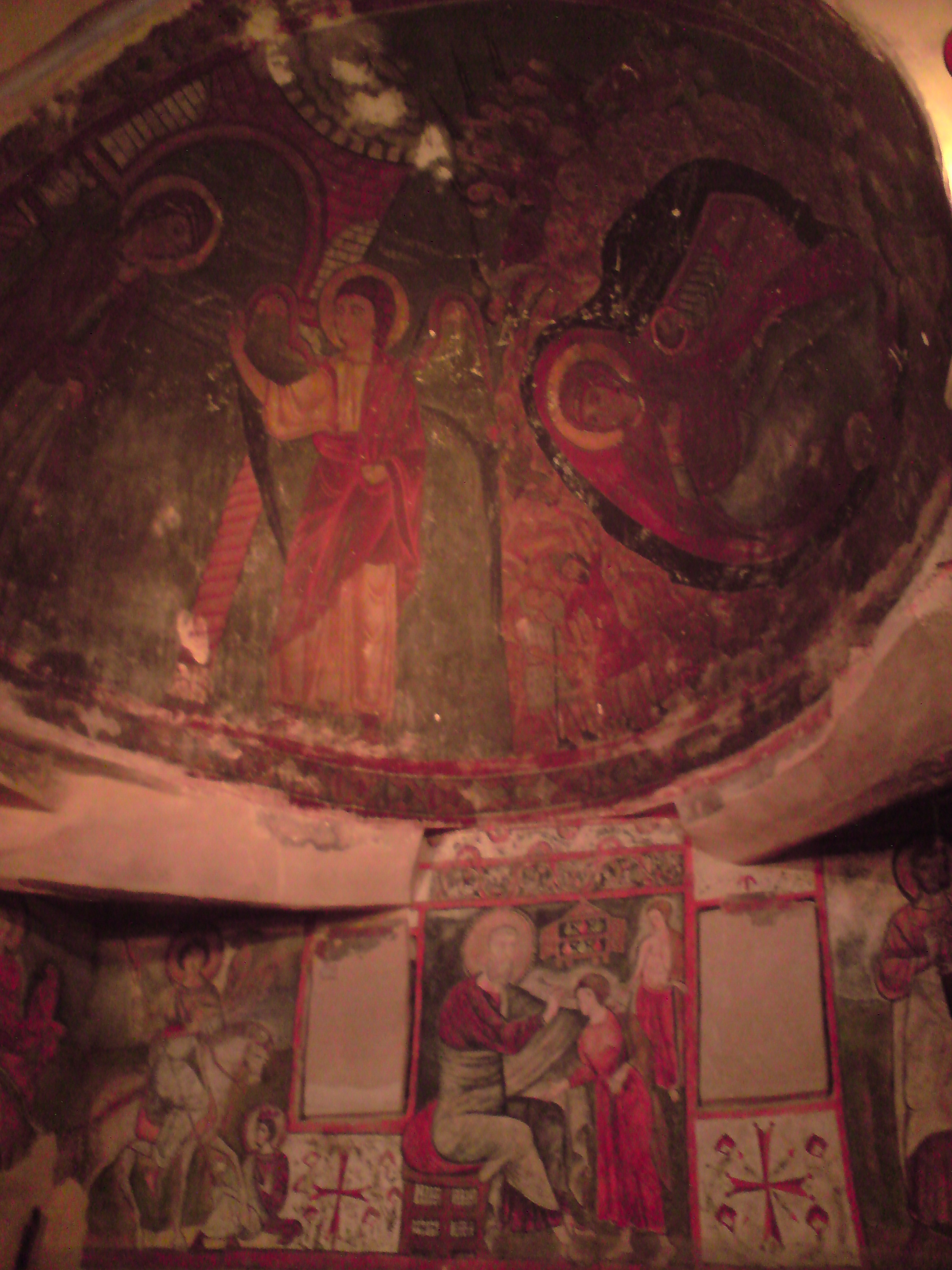
이집트 스케테스 시리아 수도원에 있는 프레스코화

## 같이 보기
- 스케테
- 예언의 문

## 추가 문헌
- M. Cappozzo, I monasteri del deserto di Scete, Todi 2009 (Tau Editore).